# Redakai: Conquista el Kairu
Redakai: Conquista el Kairu (también conocido simplemente como Redakai, en inglés como Redakai: Conquer the Kairu) es una serie de animación Canadiense-Francés. La serie fue creada por Vincent Chalvon Demersay y David Mitchell, y fue coproducido por Spin Master Entertainment de Canadá y Marathon Media de Francia en asociación con Canal J y Gulli.
El estilo de animación es similar a Totally Spies! y Martin Mystery, por ser otra serie creada por la misma productora (Marathon).

## Premisa
La serie gira en torno a Ky, un adolescente de 15 años estudiante de artes marciales ancestrales, quien emprende un viaje épico para encontrar el Kairu: una fuente de energía alienígena. Acompañado por sus amigos Boomer y Maya, Ky viaja por el mundo en busca del Kairu mientras que intenta asegurarse que sus adversarios extraterrestres no la encuentren primero.

## Episodios
Redakai: Conquista el Kairu tiene un total de 26 episodios entre las dos temporadas. Estos son:
| Temporada | Temporada | Episodios | Episodios | Canadá             | Canadá                  | Latinoamérica       | Latinoamérica       | España               | España               |
| Temporada | Temporada | Episodios | Episodios | Inicio             | Final                   | Inicio              | Final               | Inicio               | Final                |
| --------- | --------- | --------- | --------- | ------------------ | ----------------------- | ------------------- | ------------------- | -------------------- | -------------------- |
|           | 1         | 26        | 26        | 9 de julio de 2011 | 10 de marzo de 2012     | 6 de enero de 2012  | 11 de junio de 2012 | 21 de enero de 2012  | 11 de agosto de 2012 |
|           | 2         | 26        | 26        | 4 de enero de 2013 | 23 de diciembre de 2013 | 28 de enero de 2013 | 11 de mayo de 2013  | 1 de febrero de 2013 | 19 de abril de 2013  |

### Primera temporada
- 1- El puño del Coloso
- 2- Maya se hace malvada
- 3- El diario Kairu
- 4- La piedra del cataclismo
- 5- El valle del Banyan
- 6- El guardián de las almas
- 7- El Kairu que el tiempo olvidó
- 8- La máscara del Fuego
- 9- Arrecife de Neptuno
- 10- El Cáliz
- 11- El Kairu negro
- 12- Torneo de campeones
- 13- Enfrentamiento Kairu
- 14- Sangre Battacor
- 15- Boomer, el granjero
- 16- El buque Kairu
- 17- El retorno de Connor Stak
- 18- La isla
- 19- Visiones Kairu
- 20- El Redakai
- 21- El guantelete de Lokar
- 22- Verde con envidia infinita
- 23- El nuevo guerrero
- 24- Equipo sueño E-Adolescente
- 25- Batalla de los Guerreros Kairu: Parte I
- 26- Batalla de los Guerreros Kairu: Parte II

### Segunda temporada
- 1- La caída de Lokar
- 2- La subida de Zane
- 3- Llegada del Hiverax
- 4- Sombra de Ekayon
- 5- El escape de los Imperiaz
- 6- Nuevo Redakai nuevo guerreros
- 7- Descubrimiento del cubo Kairu
- 8- Retorno al castillo Kieran
- 9- Sombra de los Radikor
- 10- Visión de catástrofe
- 11- Sombra de la sombra
- 12- Boomer va platino
- 13- Darkness Rises
- 14- Torneo del cubo Kairu
- 15- Ira del Leviatán
- 16- Pelea Kairu
- 17- Parcela de los Imperiaz
- 18- Cuando las raíces oscuras toman fuerza
- 19- Misión de Mookee
- 20- Las dos caras de Ky Stax
- 21- El poder de los Imperiaz
- 22- Isla de la eliminación
- 23- Batalla contra los Hiverax
- 24- La disolución de la Sombra
- 25- El fin de las sombras: Parte I
- 26- El fin de las sombras: Parte II

## Personajes

### Equipo Stax
- Ky Stax: es el líder del equipo de Stax y es hijo del guerrero Kairu Connor. Él es carismático, audaz, impulsivo y guerrero talento Kairu. Ky es el número actual en la fila de guerreros Kairu. Sus monstruos son Metanoid, Fractus y Big-rigs.

Ky es un chico de 15 años de edad con pelo negro y con un estilo de rastas. Él tiene ojos azules y piel de color claro. Usa una remera roja con mangas largas. 
- Maya: ella es una inteligente adolescente del equipo Stax, ella tiene la capacidad de detectar la energía Kairu, habilidad muy útil en las aventuras de su personal. Sus monstruos son Harrier y Infinita. Maya es la nieta de Lokar, el principal antagonista de la serie.

Maya es una mujer que tiene el pelo azul en un estilo de peinado como el de Ky. Ella tiene tatuajes de rayos de color azul en la cara y un tono de piel oscuro. Además lleva un collar negro con una esfera amarillenta alrededor de su cuello.
- Boomer: es el miembro más gracioso del equipo Stax. Su sentido del humor es el equilibrio perfecto entre la impetuosidad de Ky y la inteligencia de Maya. Sus monstruos son Froztok y Chemaster.

Boomer tiene el pelo amarillo en una cinta de color naranja y en un estilo de peinado similar al de Ky y Maya. Él tiene los ojos amarillos, las cejas de color amarillo y un tono de piel clara. Su atuendo es similar al de Ky, tiene una camisa naranja, una chaqueta marrón, pantalones de marrón y un cinturón de plata con toques de negro con un artefacto al igual que los cinturones de Ky y Maya.

### Aliados
- Maestro Boaddai: Boaddai es un sabio redakai y un poderoso entrenador, tutor y mentor del joven Ky Stax y sus compañeros Maya y Boomer. Boaddai guía a sus jóvenes estudiantes en su búsqueda para recoger Kairu, enseñándoles la manera de los guerreros Kairu. El mayor adversario Boaddai es Lokar, un enemigo con quien comparte un pasado largo.

- Connor Stax: Un antiguo guerrero kairu y el padre Ky, Ky Connor abandono el monasterio cuando era un niño y desde entonces desapareció. Reaparece en el final de la primera temporada. Sus monstruos son Riptide y Tarball.

- Mookee: Mookee es un extraterrestre humanoide del planeta Nevrod. Él es de color naranja y sus ojos también son de ese color. Sus orejas son largas y delgadas, y tiene tres bigotes colgando cerca de su boca. También lleva unos guantes de color blanco.

### Villanos
- Lokar: Es el maestro de mal en el universo Redakai, y el enemigo principal del Redakai y el Equipo Stax.

Lokar y Boaddai fueron entrenados juntos como guerreros Kairu, pero Lokar demostró desde el principio ser experto e inteligente en los caminos de Kairu. Pero en lugar de utilizar sus poderes para el bien, se decidió a utilizar la energía Kairu para su propio beneficio, lo que le permitió convertirse en una fuerza poderosa y destructiva.
Él ha reunido a un grupo de Equipos que hace su trabajo sucio, y él no se detendrá ante nada para recoger la energía Kairu para sus propios fines retorcidos, objetivo que podría ser desastrosa para la Tierra y el universo entero.

#### Equipo Radikor
- Zane: es el líder fuerte, astuto y temperamental del Equipo Radikor, y el único capaz de derrotar a Ky Stax en una batalla uno a uno Kairu. Zane y Ky eran estudiantes en conjunto durante los primeros años de su formación Kairu y desde el principio, Zane mostró una intensa rivalidad con Ky, rivalidad que se ha fortalecido. Tiene el pelo celeste y los ojos de color verde. Además, lleva un cinturón con el logo de su equipo en el medio y unos guantes de color rojo oscuro. Su monstruo es Bruticon.

- Zair: es la hermana de Zane y su mano derecha. Ella es inteligente y peligrosa (como una versión malvada de Maya). Tiene el pelo rojo y los ojos amarillos. Lleva un cinturón con el logo de su equipo en el medio y un pantalón de color rojo. Su monstruo es Cyonis.

- Techris: odia ser golpeado y hace todo lo posible para que esto no suceda, él es el miembro de radikors que más utiliza la fuerza bruta. Su monstruo es Silverbaxx.

#### Equipo Imperiaz
- Princess Diara: es la líder de confianza de este equipo tras las derrotas siempre culpa a sus hermanos, los miembros equipo. Aunque no está mal, trabaja para Lokar, debido al secuestro de sus padres. Su monstruo es Víbora Guerrera.

- Koz: Es el mayo de los hermano imperiaz, siendo también el que hace los planes del equipo, los más prudentes (aunque Diara toma el crédito). Su monstruo es Grindoid.

- Teeny: Teeny es rudimentaria y testaruda, audaz y franca, pero a veces demasiado. De vez en cuando reacciona más rápido de lo que debería, pero su velocidad y mando de los ataques Kairu son activos importantes para su equipo. Su monstruo es Warnet.

Teeny monstruo de firma es el Warnet, con su ataque de Picadura del Láser.

#### Equipo Battacor
- Zylus: es el líder del Equipo Battacor. Zaylus tiene una personalidad similar a la de deportista tonto , aunque es un poco inteligente, pero sin un sentido del juego limpio. Tiene el pelo azul y los ojos de color púrpura. Lleva un cinturón con el logo de su equipo, en el medio, y un pantalón de color blanco. Su monstruo es Magnox.

- Rynoh: Es un entrenador especialista en nutrición y personal del equipo de Battacor, él sabe mucho sobre el deporte y la nutrición, pero sabe poco acerca de cualquier otro tema. Rynoh es el más alto en el Equipo. Su monstruo más fuerte es Spykor.

- Bash:  es un miembro del Equipo Battacor. Él es considerado como el hombre más músculo, grande y malo del grupo. Bash tiene el pelo rubio y los ojos púrpura. Lleva una remera grande de color naranja y verde oscuro con el logo de su equipo, Equipo Battacor, y un pantalón de color verde oscuro. Además, él tiene la cabeza pequeña y los brazos muy grandes. Su monstruo es Drudger.

## Reparto
| Personaje         | Actor original (Canadá) | Actor de doblaje (Hispanoamérica)                            | Actor de doblaje (España) |
| ----------------- | ----------------------- | ------------------------------------------------------------ | ------------------------- |
| Ky Stax           | Austin Di Iulio         | Jorge Bringas                                                | Ricardo Escobar           |
| Maya              | Jasmine Richards        | Melanie Henríquez                                            | Silvia Sarmentera         |
| Boomer            | Dan Petronijevic        | Reinaldo Rojas                                               | Alejandro Martínez        |
| Mookee            | Cory Doran              | Fernando Márquez                                             | Juan Antonio Arroyo       |
| Maestro Boodai    | Dwayne Hill             | Lileana Chacón                                               | Fernando Elegido          |
| Connor Stax       | TBA                     | José Méndez (1ª temporada) Sergio Pinto (2ª temporada)       | TBA                       |
| Olma              | TBA                     | Judith Noguera                                               | TBA                       |
| Lokar             | Jamie Watson            | Luis Miguel Pérez (1ª temporada) Angel Mujica (2ª temporada) | Miguel Ángel Del Hoyo     |
| Princesa Diara    | Tegan Moss              | Leisha Medina                                                | Mar Bordallo              |
| Koz               | Jeff Margolis           | Rolman Bastidas                                              | Eduardo Bosch             |
| Teeny             | Athena Karkanis         | Rocío Mallo                                                  | Celia De Diego            |
| Zane              | Lyon Smith              | Renzo Jiménez                                                | Pablo Sevilla             |
| Zair              | Katie Griffin           | Ivanna Ochoa                                                 | Ana Esther Alborg         |
| Techris           | Jeff Margolis           | Alex Romero (1ª temporada) Sergio Pinto (2ª temporada)       | Paco Vaquero              |
| Zylus             | Jason Barr              | Jhonny Torres                                                | Juan Amador Pulido        |
| Bash              | Dan Petronijevic        | Victor Díaz                                                  | TBA                       |
| Rynoh             | Cory Doran              | Angel Mujica                                                 | Luis Manuel Martín Díaz   |
| Nexus Hexus Vexus | Kevin Dennis            | Eder La Barrera                                              | TBA                       |

## Emisiones
Se estrenó por YTV en Canadá el 9 de julio de 2011, por Cartoon Network en Estados Unidos el 16 de julio de 2011, y por Canal J y Gulli en Francia, el 22 de octubre de 2011. En Latinoamérica se estrenó el 6 de enero de 2012, en España se estrenó el 21 de enero de 2012 por Clan.